# مولي بارتريب
مولي بارتريب (من مواليد 1 يونيو 1996)، وهي لاعبة كرة قدم إنجليزية تلعب كمدافعة في ريدينغ.

## الحياة الشخصية
في عام 2018، كشفت بارتريب أنها مصابة بفقدان الشهية العصبي خلال سنوات مراهقتها.